# Synagoge Fraenkelufer
Die Synagoge am Fraenkelufer im Berliner Ortsteil Kreuzberg wurde zwischen 1913 und 1916 nach Plänen und unter Leitung des Baumeisters der Jüdischen Gemeinde zu Berlin, Alexander Beer, am Kottbusser Ufer 48–50, dem heutigen Fraenkelufer 10–16, als orthodoxe Synagoge errichtet.
In den Novemberpogromen vom 9. auf den 10. November 1938 wurde das Hauptgebäude der Synagoge von den Nationalsozialisten schwer beschädigt. Nach weiteren Schäden am Ende des Zweiten Weltkriegs wurde das Gebäude 1959 weitgehend abgerissen.
Heute dient das erhaltene Nebengebäude, früher für den Jugendgottesdienst genutzt, nach Umbau als konservative Synagoge. Ein Wiederaufbau der Kreuzberger Synagoge ist seit 2018 in Planung.

## Geschichte

### 1913–1933: Bau und Leben in der Weimarer Republik

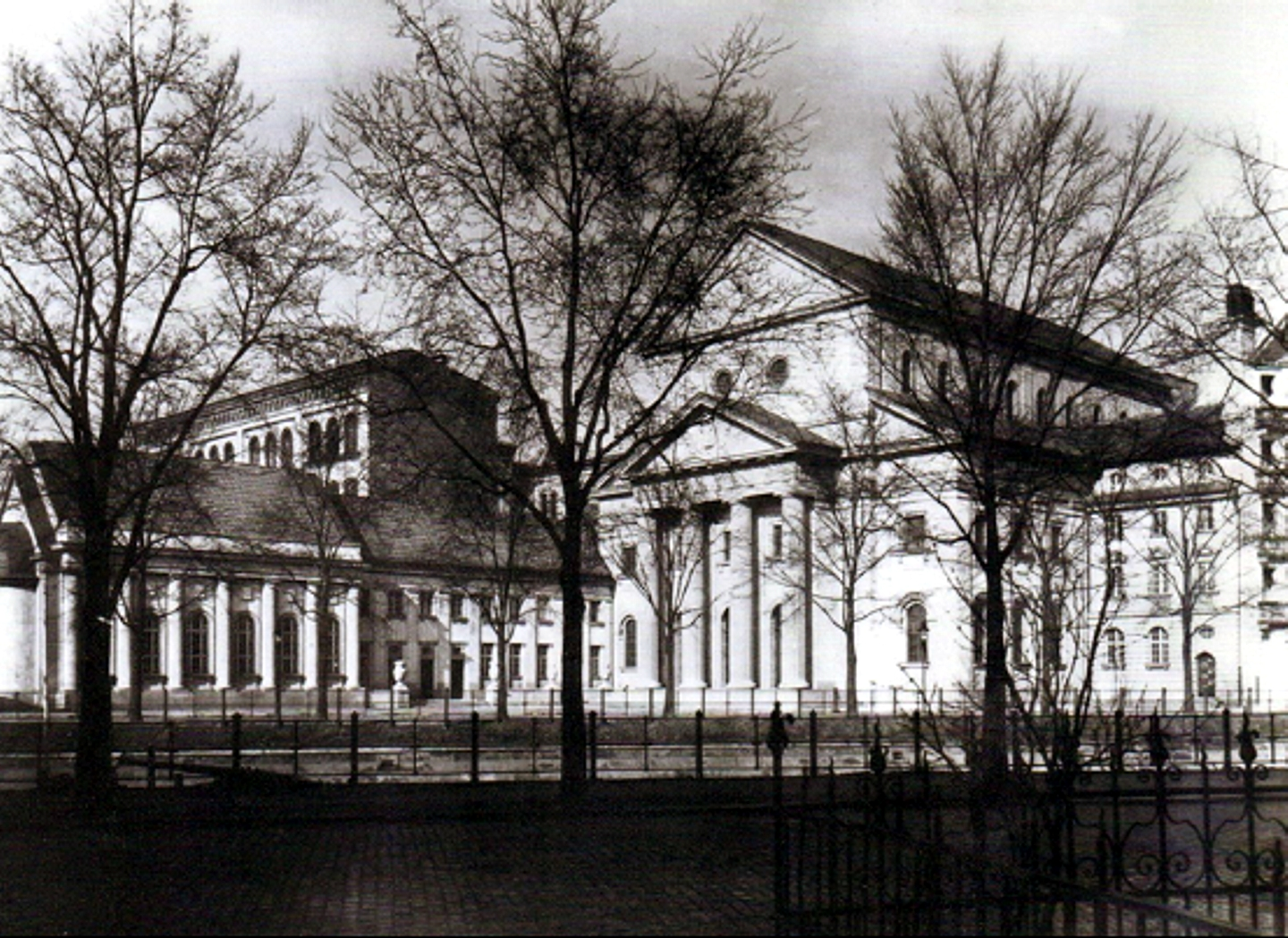
Baukomplex der Jüdischen Gemeinde am Kottbusser Ufer um 1917

Der jüdische Baumeister Alexander Beer entwarf die neoklassizistische Synagoge im Jahr 1912, nachdem die jüdische Gemeinde das Gelände im Jahr 1911 erworben hatte. Ein Jahr später begannen die Bauarbeiten, die Einweihung fand am 17. September 1916 statt. Mit über 2000 Sitzplätzen zählte die Synagoge zu den größten in Berlin.
Neben dem Hauptgebetssaal gab es in dem Gebäudekomplex auch eine Wochentagssynagoge, einen Saal für den Jugendgottesdienst, einen Trausaal sowie Versammlungs- und Wohnräume. 1925 eröffnete die Jüdische Gemeinde einen Kindergarten und Hort sowie in den folgenden Jahren ein Jugendheim und einen Ferienspielplatz auf dem Gelände. Zweimal wöchentlich gab es zudem das Angebot einer nachmittäglichen Religionsschule.
Der Rabbiner der Synagoge von der Einweihung bis zum Jahr 1932 war Isidor Bleichrode. Er wurde von Rabbiner Julius Jakobovits abgelöst. Der Komponist und Sammler von Synagogenmusik Arno Nadel amtierte als Kantor und Chorleiter.

### 1933–1942: Die Synagoge im Nationalsozialismus

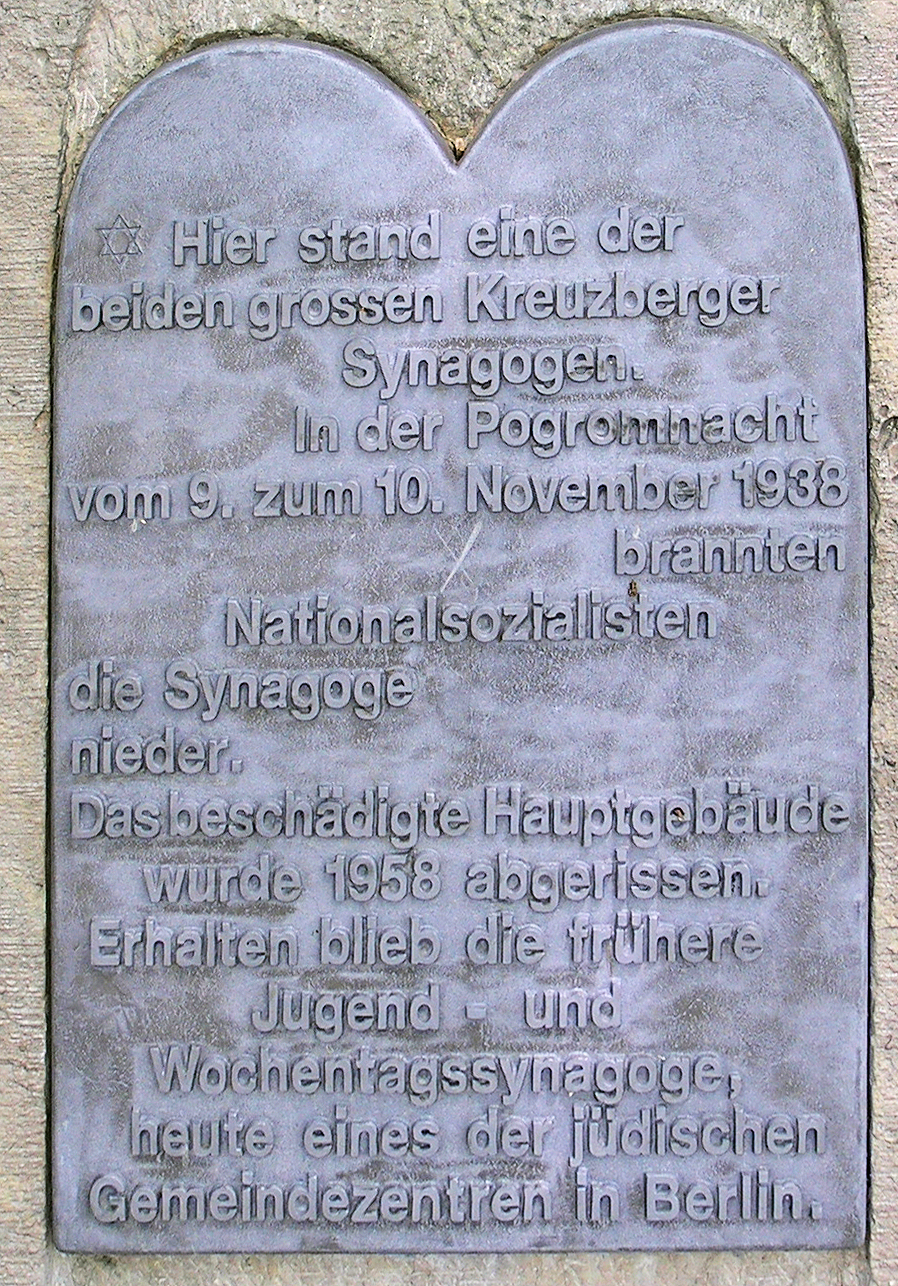
Gedenkstein am Fraenkelufer 10

Die systematische soziale und wirtschaftliche Ausgrenzung und Enteignung der Juden durch die Nationalsozialisten hatten Armut und materielle Not zur Folge. Die jüdische Gemeinde versuchte, durch Wohlfahrtsbüros und eine Ausgabestelle der Jüdischen Winterhilfe, die in diesem Gebäudekomplex angesiedelt waren, Hilfe zu leisten. Im Jahr 1935 wurde im Keller der Synagoge eine Wohlfahrtsküche eingerichtet.
Bereits 1930 wurde die Synagoge mit Hakenkreuzen und antisemitischen Parolen beschmiert. Wie viele andere Gebäude der jüdischen Gemeinde wurde auch diese Synagoge während der Novemberpogrome 1938 in Brand gesetzt. Da die Synagoge an eine städtische Schule angrenzte, hielten Feuerwehr und Polizei die Ausbreitung der Flammen in Schach. So wurde die Synagoge zwar stark beschädigt, aber nicht zerstört. Der Hauptgebetsaal konnte nicht mehr als Synagoge genutzt werden. Von Dezember 1938 bis Oktober 1942 hielt die Gemeinde daher ihre Gottesdienste stattdessen in der Jugendsynagoge im Seitenflügel des Gebäudes. Da nach den Novemberpogromen nur sieben Berliner Synagogen wiedereröffnet wurden, hielten auch anderen Gemeinden aus der Nachbarschaft ihre Gottesdienste in dem Gebäude ab.
Nach der Auswanderung von Rabbiner Julius Jakobovits nach Großbritannien, wo sein Sohn Immanuel Jakobovits später Oberrabbiner wurde, amtierten gelegentlich der Rabbiner Georg Kantorowski, die Rabbinerin Regina Jonas und der Rabbiner Martin Riesenburger in der Synagoge.
Ende 1941 wurde das Gebäude zur Lagerung geraubter jüdischer Besitztümer missbraucht. Anfang 1942 besetzte die Gestapo das gesamte Grundstück und nutzte es zum Abstellen von Militärfahrzeugen. Bei einem alliierten Bombenangriff auf Berlin im Jahr 1944 kam es zu weiteren Zerstörungen, 1958/1959 wurde das Hauptgebäude schließlich abgerissen.

### 1945–1990: Wiedereröffnung und erneute Einweihung
Die Jugendsynagoge wurde sofort nach dem Krieg als erste Synagoge in Berlin rechtzeitig zu Rosh ha-Schana, dem jüdischen Neujahrsfest, im September 1945 wieder hergerichtet. Dies ist vor allem der Initiative des amerikanischen Soldaten Harry Nowalsky zu verdanken. Der jüdische ungarisch-amerikanische Kriegsfotograf Robert Capa verewigte diesen besonderen Moment in einer Bilderreihe für das Life Magazin. Seit 2016 werden einige dieser Bilder in den Räumen der Synagoge ausgestellt. In den Jahren danach fanden wieder Trauzeremonien, Bar-Mizwas und Religionsunterricht in der Synagoge statt.

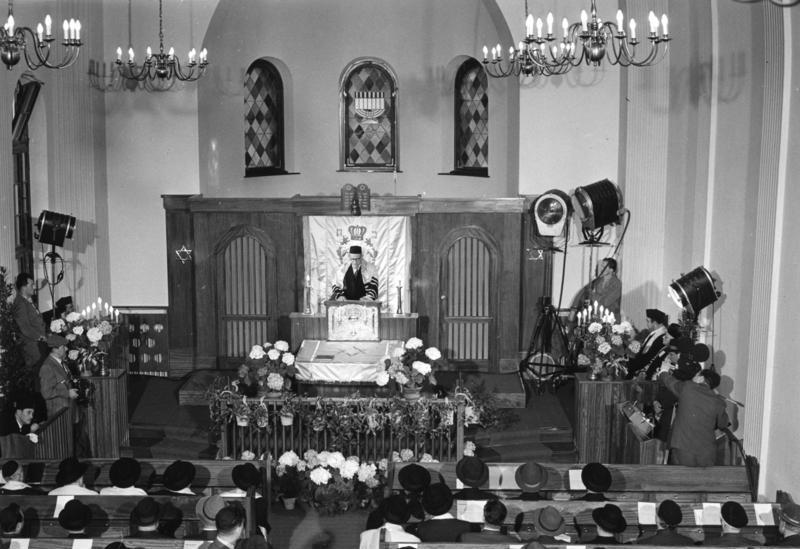
Einweihung der Synagoge, 1959

Am 22. April 1959 wurde der ehemalige Seitenflügel der Synagoge nach Umbaumaßnahmen Seitenflügel erneut geweiht und seitdem durchgängig für Gebete und Gemeindeleben genutzt. Dort amtieren abwechselnd Rabbiner verschiedener Ausrichtung, von liberal bis orthodox. Die Betergemeinschaft bestand am Anfang aus Überlebenden und Rückkehrern. Viele von ihnen wohnten und arbeiteten in der unmittelbaren Nachbarschaft der Synagoge. Über die Jahre kamen auch Einwanderer aus verschiedenen Ländern hinzu.
Im Jahr 1985 wurden etwa 25 Torahvorhänge verschiedener Synagogen versteckt im Dachboden gefunden und anschließend restauriert. Einige davon können heute in der Synagoge am Fraenkelufer besichtigt werden.
Ein 1989 an der Grundstücksgrenze aufgestellter Gedenkstein von Cornelia Lengfeld erinnert an die Zerstörungen in der Vergangenheit. Das Gebäude steht unter Denkmalschutz. Eine Gedenktafel am Ufer zeigt den früheren Bau und erzählt die Geschichte der Zerstörung.

### Seit 1990: Wachstum und geplanter Wiederaufbau
In den 1990er Jahren kamen die neuen Gemeindemitglieder vor allem aus der ehemaligen Sowjetunion.
Ab Mitte der 2000er Jahre wurden die Beterinnen und Beter noch diverser und internationaler. Viele junge Israelis, Nord- und Südamerikaner, Menschen aus verschiedenen europäischen Ländern und darüber hinaus machten Kreuzberg und Neukölln – und damit die Synagoge Fraenkelufer – zu ihrem Zuhause.

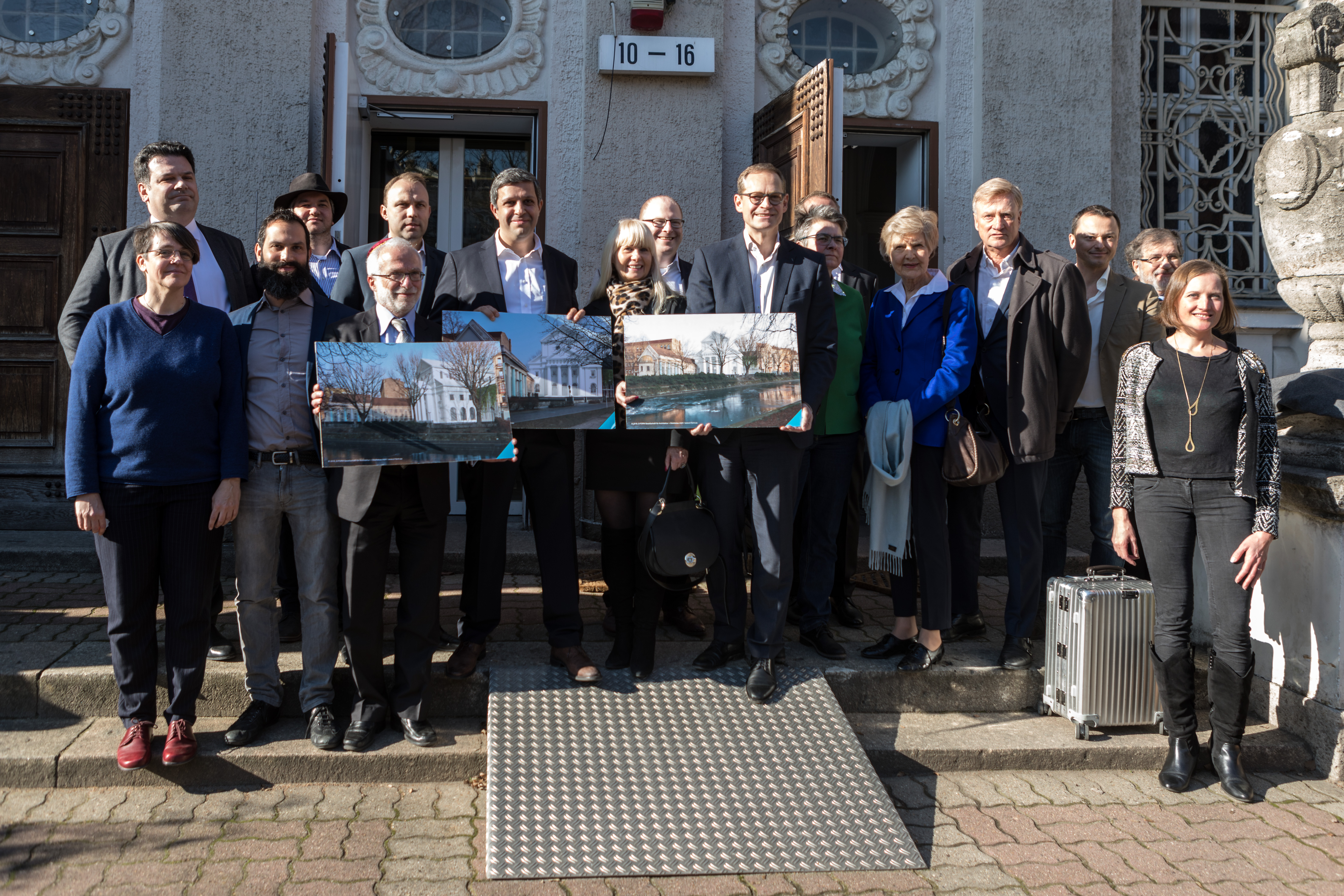
Das Kuratorium für den Wiederaufbau, 2019

2012 wurde der Verein Freunde der Synagoge Fraenkelufer e. V von Beterinnen und Betern ins Leben gerufen, um das Gemeindeleben aktiv mitzugestalten sowie Kultur- und Bildungsveranstaltungen zu organisieren. Die Gemeinschaft ist so stark gewachsen, dass nun der Wiederaufbau des ursprünglichen Synagogengebäudes als jüdisches Gemeinde- und Kulturzentrum geplant ist.
In Kreuzberg soll die Synagoge in Gänze wiederaufgebaut werden.
Auf Initiative des SPD-Politikers Raed Saleh haben sich im Jahr 2018 der Förderverein Jüdisches Zentrum Synagoge Fraenkelufer e. V. und ein Kuratorium gegründet, die sich intensiv um den Wiederaufbau kümmern werden. Das 20-köpfige Gremium legt Wert darauf, dass sich die neue Synagoge am Architekturstil des Vorgängerbaus orientiert. Dem Kuratorium gehören neben Saleh u. a. Monika Herrmann, Michael Müller sowie Vertreter der Jüdischen Gemeinde und muslimischer Gemeinden und Personen aus der Wirtschaft und den Medien an. Um tatsächlich Fortschritte zu erzielen, mussten zunächst Spenden eingeworben und das Verständnis der Bevölkerung für diesen Wiederaufbau vertieft werden. Im Jahr 2022 stieß Engelbert Lütke Daldrup als ehrenamtlicher Baubeauftragter zu den Aktivisten.
Geplant war eine Grundsteinlegung im Jahr 2023. Die Fertigstellung solle für die 110-Jahr-Feier der Synagoge im Jahr 2026 erfolgen.
Die ambitionierten Zeitvorgaben konnten bisher nicht eingehalten werden, aber im August 2024 starteten die Aktivisten mit Hilfe des Senats von Berlin einen europaweiten Architekturwettbewerb, der bis Ende 2024 läuft. Der Siegerentwurf von Staab Architekten, der mit dem Atelier Loidl Landschaftsarchitekten ausgearbeitet wurde, wurde im Januar 2025 präsentiert. Baustart soll im Frühjahr 2027 sein.

## Architektur
Die Synagoge umfasste einen Komplex aus einem Hauptgebäude mit mehreren Nebengebäuden auf einem dreieckigen Bauplatz, in denen eine Wochentagssynagoge, Dienstwohnungen sowie ein Gebäude für den Jugendgottesdienst untergebracht wurden. Sie sollte entsprechend nicht nur für Gottesdienste, sondern auch als Gemeindezentrum dienen und wurde in den frühen Jahren auch auf diese Weise genutzt.
Das Synagogengebäude bestand aus einem dreischiffigen Bau, der Platz für 2000 Menschen bot. Sie war als Pfeilerbasilika gebaut, die zum Landwehrkanal weisende Fassade war mit Fenstern im Obergaden gegliedert. Als Baustil wählte Beer einen neoklassizistischen Stil mit Elementen aus mittelalterlichen und barocken Bauten; ein großer Portikus mit vier griechischen Säulen stellte den dominanten dreigeteilten Eingangsbereich dar.
Die kleinere Jugendsynagoge ist durch dorische Halbsäulen gegliedert. Bis Ende der 1970er Jahre trug ihre Fassade einen grün-weißen Anstrich. Sie ist nur etwa halb so hoch wie das eigentliche Gotteshaus und zierte ihre linke Seite.